# Iglesia de Akureyri
La Iglesia de Akureyri (en islandés: Akureyrarkirkja) es una prominente iglesia luterana en Akureyri, en el norte de Islandia. 
Situada en el centro de la ciudad, se eleva sobre una colina. La iglesia fue diseñada por Guðjón Samúelsson y se terminó en 1940. La Iglesia de Akureyri contiene un gran órgano con 3200 tubos, una interpretación única de la crucifixión y una maqueta de un barco que cuelga del techo, que refleja una antigua tradición nórdica de dar ofrendas para la protección de sus seres queridos en el mar. Hasta el año 2013 se creía que la ventana opaca central del presbiterio pertenecía anteriormente a la Catedral de Coventry, en Inglaterra.